# Nagajevbocht
De Nagajevbocht (Russisch: Бухта Нагаева; Boechta Nagajeva) is een bocht in de Taoejbaai in het noorden van de Zee van Ochotsk en vormt onderdeel van de oblast Magadan in het Russische Verre Oosten. De bocht is sterk vervuild met olie.

## Geografie
De baai strekt zich uit over een lengte van 16 kilometer ten noorden van de westelijke arm van het schiereiland Staritski. Afgezien van de westelijke zijde is de bocht geheel beschut tegen de wind en vormt om die reden de beste haven voor schepen van de Zee van Ochotsk. Aan oostzijde van de bocht liggen de stad Magadan en haar microdistrict Nagajevo, aan noordoostzijde de Zeehaven van Magadan (Magadanski morskoj torgovy port); de grootste haven van het noordelijk deel van het Russische Verre Oosten en aan zuidoostzijde de vissershaven van Magadan (bij het microdistrict Martsjekan).
De monding van de baai bevindt zich tussen de kapen Sery (noorden; op het eiland Nedorazoemenia) en Tsjirikov(a) (zuiden; op Staritski). De kust van de bocht is licht ingesneden. De meest zichtbare daling van de hoogte van de kust bevindt zich ten oosten van Kaap Zamok (midonder), waar de beek Svjasjtsjenny instroomt. Binnen de Nagajevbocht bevinden zich de kleinere bochten Vodopadnaja en Kovsj.

## Geschiedenis
De bocht is al een aantal eeuwen bekend bij Russische en andere Europese zeevaarders, die er vaak schuilden voor stormen en er vers drinkwater insloegen. De Russische hydrograaf Boris Davydov, die in 1911 deelnam aan een karteringsexpeditie onder leiding van Michail Zjdanko door de Zee van Ochotsk, noemde de Nagajevbocht de "beste ligplaats van de hele Zee van Ochotsk" (лучшей якорной стоянкой во всем Охотском море).
De Kamtsjadalen noemden de (bij de Russen naamloze) bocht tot 1912 Volok ("overtoom") genoemd en de Evenen noemden haar Mi'ekan (Миекан; de naam van het schiereiland Staritski tot 1875). Zjdanko stelde echter voor haar te hernoemen ter ere van de 18e-eeuwse Russische hydrograaf en admiraal Aleksej Nagajev. De bocht Mongodan aan de oostzijde van Staritski werd door hen op dezelfde wijze hernoemd tot Gaertnerbocht (naar kapitein K.N. Gaertner).
De Nagajevbocht vormde van eind jaren 1920 tot de jaren 1950 de aankomsthaven voor honderdduizenden Goelagdwangarbeiders onderweg naar de mijnen bij de Kolyma. De eerste poging tot het bouwen van een haven voor Magadan vond plaats in 1929 maar deze werd verwoest door een storm, evenals een tweede in 1930. De huidige haven dateert van 1933 en werd gebouwd door gevangenen onder leiding van de Dalstroj. Op 19 december 1947 vond de Nagajevotragedie plaats, toen door explosieven het schip General Vatoetin de lucht in vloog, waarbij mogelijk honderden mensen om het leven kwamen en vrijwel alle havengebouwen werden verwoest.
In 1963 voerde de ijsbreker Moskva voor de eerste maal een winterloods uit in de haven.
Vladimir Vysotski schreef in 1968 het lied Moj droeg oejechal v Magadan ("mijn vriend vertrok naar Magadan") over de bocht.